# Uleåborgsprofetian

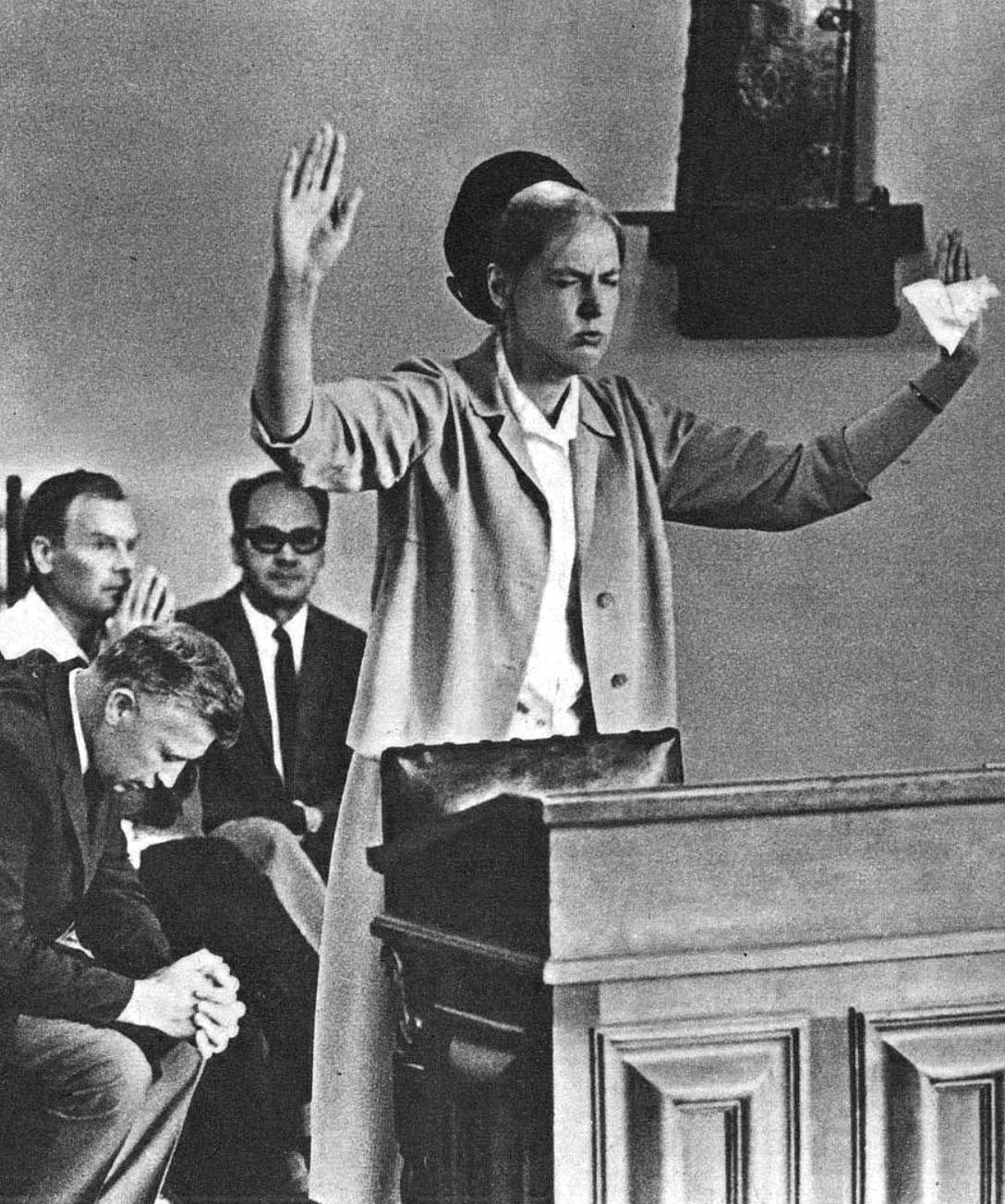
Laila Heinonen i Uleåborgs rådstuvurätt 1967.

Uleåborgsprofetian (finska Heinoslaisuus) eller Finlands förebedjare är en religiös rörelse i Finland som grundades 23 augusti 1960 i Uleåborg av de profeterande syskonen Laila och Aune Heinonen.
Rörelsen fungerar numera i trakten av Åbo under namnet Suomen esirukoilijakansan esirukoilijat och man har också ett eget bönehus där.